# Velika jantarna koncertna dvorana
Velika jantarna koncertna dvorana (latvijsko Koncertzāle "Lielais Dzintars") je koncertna dvorana, kulturni in umetniški center v mestu Liepāja v Latviji. Stavba ima stožčasto strukturo, ki jo obdaja nagnjena zastekljena fasada.
V dvorani domuje Liepājski simfonični orkester.